# Lowes Dickinson
Lowes Cato Dickinson (1819-1908) fue un pintor inglés, dedicado principalmente al retrato.

## Biografía
Nacido en Kilburn el 27 de noviembre de 1819, fue uno de los siete hijos y cuatro hijas de Joseph Dickinson y Anne Carter, natural de Topsham, Devonshire. Su abuelo paterno era granjero en Northumberland y su padre fundó un negocio papelero y litográfico en Nond Street. Educado en Topsham School y Dr Lord's School, en Tooting, Lowes, Dickison trabajó con su padre en el taller de litografía ya desde los dieciséis años de edad. Con la ayuda de Robert Michael Laffan pudo viajar a la península italiana y Sicilia, donde residió entre noviembre de 1850 y junio de 1853.

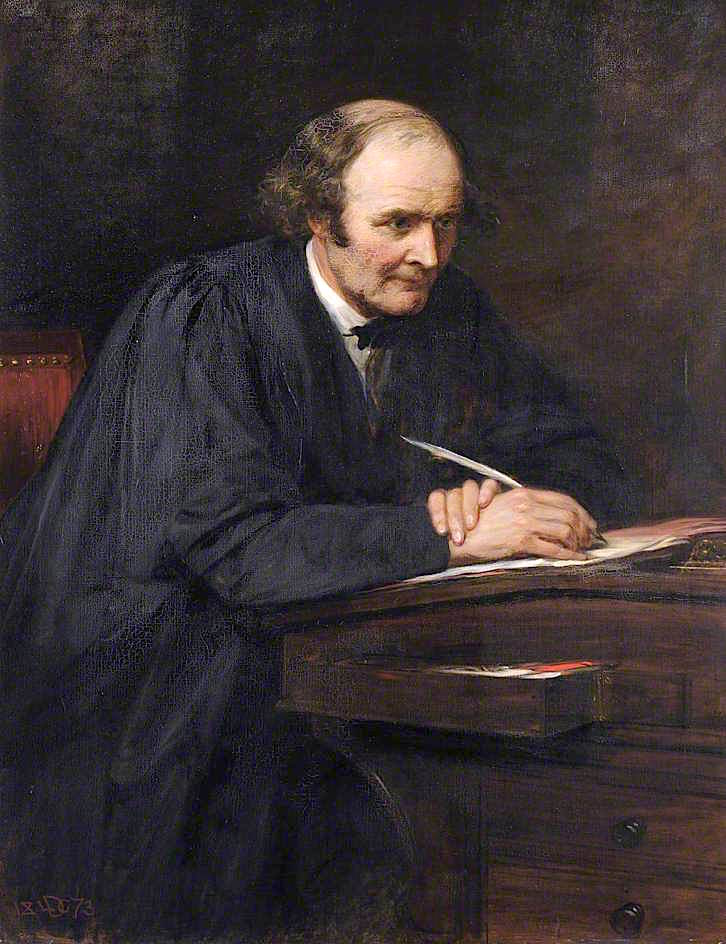
Retrato de Arthur Cayley por Dickinson (c. 1873)

Al regresar a Inglaterra se hizo cargo de un estudio en Langham Chambers. Mantuvo relación con los prerafaelitas y en torno a 1854 trabó trato con Frederic Denison Maurice, y, junto a Charles Kingsley, Tom Hughes, John Malcolm Ludlow y Llewelyn Davies, entre otros, fue parte de un grupo de socialistas cristianos, que, bajo el liderazgo de Maurice, defendieron la inclusión de ideales cristianos en el movimiento de reforma social. Uno de los logros del grupo fue la fundación del Working Men's College, donde en sus primeros años Lowes Dickinson fue profesor de dibujo junto a John Ruskin y Dante Gabriel Rossetti y para cuyas paredes realizó retratos de Maurice, Kingsley y Hughes. En 1858 pintó retratos de estos mismos tres compañeros para su amigo Alexander Macmillan, editor, a quien más adelante retrató también.
Expuso de forma regular retratos en la Royal Academy entre 1848 y 1891. Entre los retratados se encontraron la reina Victoria, el príncipe de Gales (más tarde Eduardo VII), la princesa Alice, Lord Kelvin, Richard Cobden (en el Reform Club), el duque de Argyll, Lord Napier, Henry Norman, George Grote, George Joachim Goschen, Henry Maine, Edmund Lushington, Arthur Helps, Arthur Cayley, George Gabriel Stokes, James Clerk Maxwell, Dean Stanley, William Gladstone, así como uno de sus gabinetes al completo, Lord Cairns, Lord Palmerston, Lord Granville, John Bright y Quintin Hogg. Un retrato póstumo suyo del general Gordon en Jartum colgaba en Gordon Boy's Home. Muchos de sus retratos estuvieron en la Universidad de Cambridge. Contrajo matrimonio el 15 de octubre de 1857 con Margaret Ellen, hija de William Smith Williams, descubridor de las hermanas Brontë. Poco después de casarse adquirió una casa rural en Hanwell, donde vivió entre 1864 y 1879, conservando sin embargo su estudio en Langham Chambers. En 1879 se construyó una casa cerca, conocida como All Souls' Place, donde falleció el 15 de diciembre de 1908. Fue enterrado en el cementerio de Kensal Green.
Su mujer falleció en 1882. La hermana de esta, Anna Williams, fue una conocida cantante. Dickinson tuvo dos hijos y cinco hijas, quienes en 1909 fundaron en su recuerdo el Lowes Dickinson Memorial Studentship en el Working Men's College. Su hijo menor, Goldsworthy Lowes Dickinson, fue un escritor y ensayista dedicado a temas políticos y sociales.